# 烟筒花属
烟筒花属（学名：Millingtonia）是紫葳科下的一个属，为直立乔木植物。该属仅有烟筒花（Millingtonia hortensis）一种，分布于印度及东南亚。